# Max Rosenfelder
Maximilian Rosenfelder (* 10. Februar 2003 in Freiburg im Breisgau) ist ein deutscher Fußballspieler. Der Verteidiger steht beim SC Freiburg unter Vertrag. 

## Karriere

### Vereine
Rosenfelder begann seine Karriere in der Jugend der Sportfreunde Eintracht Freiburg, ehe er 2014 in die Nachwuchsabteilung des SC Freiburg wechselte. Dort rückte Rosenfelder im Sommer 2021, obwohl auch noch für die U19 spielberechtigt, in die zweite Mannschaft des Vereins in der Dritten Liga unter seinem ehemaligen Jugendtrainer Thomas Stamm auf. Dort konnte er in der anschließenden Saison 2021/22 daraufhin sein Profiliga-Debüt feiern und sich zunächst als Stammspieler in der Innenverteidigung durchsetzen, ehe er ab dem Herbst 2021 verletzungsbedingt ausfiel und erst in der Endphase der Saison erneut eingesetzt wurde.
Die Saison 2022/23 bestritt Rosenfelder größtenteils als Stammspieler in der dritten Liga, war aber erneut mehrfach von Verletzungen geplagt. 
Zur Saison 2023/24 rückte Rosenfelder offiziell in den Kader der ersten Mannschaft auf, fiel aber aufgrund eines Patellaspitzensyndroms im Knie von Saisonbeginn an aus und kam auch in der zweiten Mannschaft nicht zum Einsatz. Nach einer monatelangen Pause feierte er im März 2024 sein Comeback und gleichzeitig sein Debüt für die Profimannschaft im Testspiel gegen den FC St. Gallen. In der Dritten Liga stand er am 35. Spieltag in der Partie gegen den SSV Ulm zum ersten Mal im Kader.
Die Saisonvorbereitung 2024/25 unter dem neuen Trainer Julian Schuster bestritt er ebenfalls mit der ersten Mannschaft, war im Trainingslager dabei und kam in mehreren Testspielen zum Einsatz. Im ersten Pflichtspiel der Saison, im DFB-Pokal gegen den VfL Osnabrück, gab Rosenfelder dann sein Debüt für die erste Mannschaft. Eine Woche darauf absolvierte Rosenfelder am 1. Spieltag beim 3:1-Heimsieg gegen den VfB Stuttgart von Beginn an sein erstes Bundesligaspiel. Am 31. Spieltag erzielte er mit dem 1:0-Siegtreffer im Auswärtsspiel gegen den VfL Wolfsburg sein erstes Bundesligator.

### Nationalmannschaft
Parallel zum Verein spielte er ab 2017 auch in der südbadischen Regionalauswahl und durchlief ab 2018 die Junioren-Nationalmannschaften des DFB, angefangen mit der U16- und der U17-Nationalmannschaft jeweils unter Christian Wück sowie mit einem Einsatz in der U18-Auswahl 2020 unter Manuel Baum. Ab September 2021 gehörte er zudem dem Kader der deutschen U19-Nationalmannschaft unter Hannes Wolf an.
Im August 2024 wurde Rosenfelder von Antonio Di Salvo für die U21-Nationalmannschaft nominiert und beim 5:1 gegen Israel erstmals eingesetzt.
Bei der U-21-Fußball-Europameisterschaft im Juni 2025 in der Slowakei stand er in vier Spielen in der Startelf und gab dabei eine Torvorlage. Im Halbfinale gegen Frankreich verletzte er sich am bereits angeschlagenen Oberschenkel und musste bereits nach elf Minuten ausgewechselt werden. Wegen dieser Muskelverletzung verpasste er das Finale des Turniers.